# کامیلو بیسرا
کامیلو بیسرا (به انگلیسی: Camilo Becerra) (زادهٔ ۱۰ اکتبر ۱۹۸۰) شناگر اهل کلمبیا است.